# Unbreakable (2005)
Unbreakable – gala wrestlingu zorganizowana przez amerykańską federację Total Nonstop Action Wrestling (TNA), nadawana na żywo w systemie pay-per-view. Odbyła się 11 września w Universal Studios w Orlando na Florydzie. Była to pierwsza gala TNA z cyklu Unbreakable, a zarazem dziewiąte pay-per-view federacji w 2005 r.
Karta walk składała się z 9 pojedynków, a wydarzenie poprzedziły dwa dark matche. Walką wieczoru był Three Way match, w którym A.J. Styles zdobył TNA X Division Championship po pokonaniu mistrza – Christophera Danielsa oraz Samoa Joe. Raven obronił NWA World Heavyweight Championship w Raven’s Rules matchu przeciwko Rhino. W innych pojedynkach The Naturals (Andy Douglas i Chase Stevens) utrzymali NWA World Tag Team Championship, pokonując drużyny Alexa Shelleya i Johnny’ego Candido, America’s Most Wanted (Chris Harris i James Storm) oraz Team Canada (A-1 i Eric Young) w  Four Way Elimination Tag Team matchu, natomiast Abyss zwyciężył Sabu w No Disqualification matchu.
Pamiętnym momentem Unbreakable był Three Way match o TNA X Division Championship, ponieważ Dave Meltzer, dziennikarz specjalizujący się we wrestlingu, wystawił tej walce najwyższą ocenę – 5 gwiazdek. TNA sklasyfikowało tę walkę na 4. miejscu najważniejszych chwil w historii federacji. Corey David Lacroix z Canadian Online Explorer ocenił wydarzenie na 8 w 10 – punktowej skali.

## Tło
W czerwcu 2005 roku ogłoszono, że Unbreakable odbędzie się 11 września. W późniejszym komunikacie podano, że gala będzie miała miejsce w TNA Impact! Zone w Orlando na Florydzie. Na plakacie promującym wydarzenie widniały sylwetki Ravena i Rhino. Przed transmisją telewizyjną zaplanowano trzydziestominutowy pre-show. „Unbreakable” było poświęcone „niezniszczalnemu duchowi narodu amerykańskiego”.

## Rywalizacje
Unbreakable oferowało walki wrestlingu z udziałem różnych zawodników na podstawie przygotowanych wcześniej scenariuszy i rywalizacji, które były realizowane podczas cotygodniowych odcinków programu Impact Wrestling. Wrestlerzy odgrywali role pozytywnych (face) lub negatywnych bohaterów (heel), którzy rywalizują pomiędzy sobą w seriach walk mających budować napięcie.

## Wyniki walk
| Nr                                                                                    | Wyniki | Stypulacje                                                            | Czas  |
| ------------------------------------------------------------------------------------- | --- | --------------------------------------------------------------------- | ----- |
| 1D                                                                                    | Cassidy Riley vs. Jerrelle Clark zakończona bez rezultatu | Singles match                                                         | 01:56 |
| 2D                                                                                    | Shark Boy pokonał Mikey’ego Battsa | Singles match                                                         | 03:20 |
| 3                                                                                     | 3Live Kru (B.G. James, Konnan i Ron Killings) pokonali The Diamonds in the Rough (David Young, Elix Skipper i Simon Diamond)                                                                           | Six Man Tag Team match                                                | 04:20 |
| 4                                                                                     | Austin Aries pokonał Rodericka Stronga | Singles match                                                         | 08:00 |
| 5                                                                                     | Kip James i Monty Brown pokonali Apolo i Lance’a Hoyta (z Sonnym Siakim) | Tag Team match                                                        | 09:58 |
| 6                                                                                     | Chris Sabin pokonał Peteya Williamsa | Singles match                                                         | 12:34 |
| 7                                                                                     | Abyss (z Jamesem Mitchellem) pokonał Sabu | No Disqualification match                                             | 11:30 |
| 8                                                                                     | Bobby Roode pokonał Jeffa Hardy’ego | Singles match                                                         | 09:07 |
| 9                                                                                     | The Naturals (Andy Douglas i Chase Stevens) (c) (z Jimmym Hartem) pokonali Alexa Shelleya i Johnny’ego Candido, America’s Most Wanted (Chris Harris i James Storm) oraz Team Canada (A-1 i Eric Young) | Four Way Elimination Tag Team match o NWA World Tag Team Championship | 18:01 |
| 10                                                                                    | Raven (c) pokonał Rhino | Raven’s Rules match o NWA World Heavyweight Championship              | 14:28 |
| 11                                                                                    | A.J. Styles pokonał Christophera Danielsa (c) i Samoa Joe | Three Way match o TNA X Division Championship                         | 22:50 |
| (c) – mistrz/mistrzyni przed walkąD – walka była dark matchem (nietransmitowana w TV) | |                                                                       |       |